# مقاطعة شازند
مقاطعة شازند (بالفارسية: شهرستان شازند) هي إحدى مقاطعات محافظة مركزي في إيران. مرکزها مدينة شازند، التي تقع على بُعد 35 كيلومترًا جنوب غرب مدينة أراك. كان عدد سكان المقاطعة سنة 2006 حوالي 118,789 نسمة.